# Stockholm (Maine)
Stockholm és una població dels Estats Units a l'estat de Maine (EUA). Segons el cens del 2000 tenia 271 habitants.

## Demografia
Segons el cens del 2000, Stockholm tenia 271 habitants, 111 habitatges, i 79 famílies. La densitat de població era de 3 habitants/km².
Dels 111 habitatges en un 29,7% hi vivien nens de menys de 18 anys, en un 60,4% hi vivien parelles casades, en un 7,2% dones solteres, i en un 28,8% no eren unitats familiars. En el 26,1% dels habitatges hi vivien persones soles el 18% de les quals corresponia a persones de 65 anys o més que vivien soles. El nombre mitjà de persones vivint en cada habitatge era de 2,44 i el nombre mitjà de persones que vivien en cada família era de 2,94.
Per edats la població es repartia de la següent manera: un 23,2% tenia menys de 18 anys, un 4,8% entre 18 i 24, un 24% entre 25 i 44, un 26,6% de 45 a 60 i un 21,4% 65 anys o més.
L'edat mediana era de 44 anys. Per cada 100 dones de 18 o més anys hi havia 112,2 homes.
La renda mediana per habitatge era de 31.563 $ i la renda mediana per família de 36.750 $. Els homes tenien una renda mediana de 25.357 $ mentre que les dones 23.958 $. La renda per capita de la població era de 15.246 $. Entorn del 8,4% de les famílies i el 8,5% de la població estaven per davall del llindar de pobresa.